# Ballenhaus Schongau

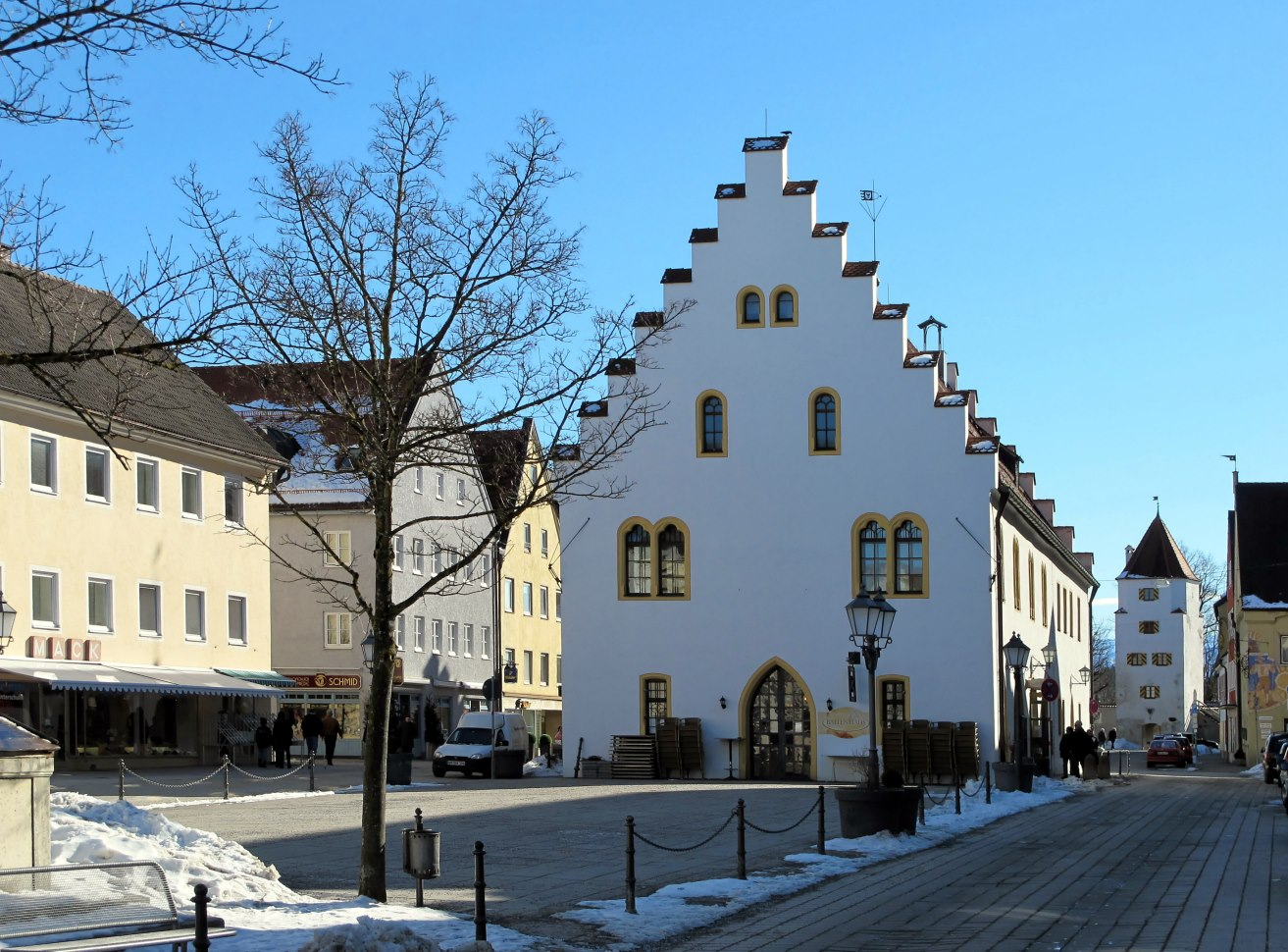
Ballenhaus, Ansicht von Norden

Das Ballenhaus Schongau wurde als Schranne für die Lagerung von Waren errichtet und darüber befanden sich früher Räume der Stadtverwaltung von Schongau. Charakteristisches Erkennungsmerkmal des freistehenden Bauwerks sind die Treppengiebel auf der Nord- und Südseite. Es befindet sich zwischen dem Marienplatz und dem Lindenplatz. 

## Geschichte und Beschreibung
1405 erteilten bayerische Herzöge der Stadt fremden Kaufleuten die Genehmigung einer Warenniederlage, und ab 1407 bewilligten sie eine Waage. Um die Waren der Handelsströme hier lagern zu können, wurde 1420 dieses Gebäude gebaut. Die Lagergebühren waren eine wichtige Einnahmequelle für die Stadt. Nach dem Stadtbrand vom 22. Mai 1493 ließ man das Gebäude bis 1515 wieder aufbauen. Nachdem es sich bereits im Verfall befunden hatte, wurde zwischen 1858 und 1860 ein Drittel des Bauwerks abgetragen.
Seit der Renovierung von 1987 befindet sich im Erdgeschoss ein Gastronomiebetrieb, während das Obergeschoss einen Saal für Veranstaltungen enthält. Der Stadtrat nutzte früher diesen Saal für Sitzungen. Außerdem nutzten das Gebäude der Kantor und der Schulmeister.